# هليلو (ديكلة)
هليلو (بالفارسية: هلیلو) هي منطقة سكنية تقع في إيران في قسم ديكلة الریفي. يقدر عدد سكانها بـ 163 نسمة .